# Gonneville-sur-Mer
Gonneville-sur-Mer é uma comuna francesa na região administrativa da Normandia, no departamento Calvados. Estende-se por uma área de 12,29 km². Em 2010 a comuna tinha 693 habitantes (densidade: 56,4 hab./km²).